# Exor
Exor NV — холдинговая компания, зарегистрированная в Нидерландах и контролируемая итальянской семьёй Аньелли (ит.). Компания имеет вековую историю инвестиций, в том числе в автопроизводителей Stellantis и Ferrari, производителя техники и оборудования CNH Industrial, а также футбольный клуб «Ювентус» и международного издателя The Economist.

## История
В 1899 году Джованни Аньелли с партнёрами основал в Турине автозавод FIAT. К 1920-м годам он разросся в крупный промышленный концерн, для контроля над которым в 1927 году была учреждена холдинговая компания IFI (Industrial Fiduciary Institute).
В 1957 году IFI приобрела Istituto Commerciale Laniero Italiano («Итальянский институт шерстяной промышленности»), который вёл деятельность в финансовой сфере, а также в текстильной промышленности. В 1963 году он распространил свои операции на банковский сектор и изменил своё название на Istituto Bancario Italiano Laniero. Три года спустя, после отделения банковского бизнеса в Banca Subalpina, компания превратилась в Istituto Finanziario Italiano Laniero (ит., IFIL), инвестиционный холдинг.
В 1968 году IFI разместила привилегированные акции на Borsa Italiana. В следующие десятилетия основным активом IFI оставалась доля в FIAT, но, кроме этого, она приобрела доли в многих других компаниях, включая Unicem и 3M, хотя большинство из них со временем было продано.
В марте 2009 года было проведено слияние IFI и IFIL в новую холдинговую компанию Exor. Новое название было взято у французской компании (в то время являвшейся мажоритарным владельцем Perrier и Château Margaux), которую они приобрели в 1991 году. Акции Exor были размещены на Итальянской фондовой бирже, но семья Аньелли сохранила контрольный пакет. Также в 2009 году были выкуплены все акции обанкротившегося американского автопроизводителя Chrysler Group, после чего в 2014 году он был объединён с FIAT в Fiat Chrysler Automobiles (FCA). В 2013 году было достигнуто соглашение о слиянии подразделения FIAT по выпуску коммерческого транспорта с компанией CNH Global, в результате образовалась компания CNH Industrial, в которой Exor стала крупнейшим акционером.
В августе 2015 года у Pearson PLC был куплен крупный пакет акций The Economist Group. Это называли «самым важным изменением в структуре акционеров The Economist почти за 90 лет». В начале 2016 года FCA объявил о выделении Ferrari в самостоятельную компанию, часть её акций была распределена среди акционеров FCA (включая Exor), а остальные акции были размещены на бирже. В марте 2016 года была завершена покупка бермудской перестраховочной компании PartnerRe, это приобретение обошлось 6,9 млрд долларов. В декабре 2016 года компания Exor была перерегистрирована в Нидерландах. В декабре 2016 года у CIR Group была куплена доля в издателе газет GEDI Gruppo Editoriale.
В 2019 году выручка Exor составила 144 млрд долларов, что сделало её 28-й компанией в мире по величине выручки, согласно списку Fortune Global 500 за 2019 год.
В начале 2021 года состоялось слияние Fiat Chrysler Automobiles с французской Groupe PSA (Peugeot), приведшее к созданию концерна Stellantis, основными акционерами которого стали холдинговые компании семей Аньелли и Пежо. В марте 2021 года была куплена доля в производителе обуви Christian Louboutin. В начале 2022 года из CNH Industrial был выделен производитель грузовиков Iveco. В июле 2022 года была завершена продажа бермудской компании PartnerRe, её за 8,6 млрд евро купила французская страховая группа Covéa. В августе 2022 года листинг Exor был перенесён на амстердамскую площадку биржи Euronext.
В августе 2023 года Exor за 2,6 млрд евро приобрела 15 % акций Philips с опционом увеличить свою долю до 20 %.

## Руководство
- Нитин Нория (Nitin Nohria, род. 9 февраля 1962 года) — председатель совета директоров с мая 2023 года, бывший декан Гарвардской школы бизнеса.
- Джон Элканн (John Elkann, род. 1 апреля 1976 года) — генеральный директор (CEO) с 2011 года, до 2022 года был также председателем совета директоров.

## Структура
В группу Exor по состоянию на конец 2023 года входили:
- Ferrari — итальянский производитель спортивных автомобилей (22,9 % акций, 36,5 % голосов).
- Stellantis — производитель автомобилей под брендами Abarth, Alfa Romeo, Chrysler, Citroën, Dodge, DS, Fiat, Jeep, Lancia, Maserati, Opel, Peugeot, Ram Trucks и Vauxhall (14,2 % акций, 23,2 % голосов).
- CNH Industrial — производитель строительной и сельскохозяйственной техники (26,9 % акций, 45,1 % голосов).
- Philips — нидерландский производитель медицинского оборудования (15,2 % акций, 15,4 % голосов).
- Institut Mérieux[англ.] — частная французская компания в сфере здравоохранения (3,6 % акций, 1,8 % голосов).
- Christian Louboutin — французский производитель обуви (24 %).
- Iveco — производитель грузовиков и спецтранспорта (27,1 % акций, 42,6 % голосов).
- Juventus F.C. — футбольный клуб (63,8 % акций, 77,9 % голосов).
- Via Transportation[англ.] — американская транспортная компания (18,2 %).
- Clarivate — американская компания в сфере веб-аналитики (10,1 %).
- Economist Group — британское информационное агентство, издатель газет и журналов (34,7 % акций, 20 % голосов).
- Welltec — датская нефтесервисная компания (47,6 %).
- TagEnergy — португальская компания в сфере возобновляемой энергетики, основана в 2019 году (14,2 %).
- Lifenet Healthcare — итальянский оператор больниц и поликлиник, основан в 2018 году (44,7 %).
- GEDI Gruppo Editoriale[англ.] — итальянское информационное агентство, издатель газет La Repubblica и La Stampa (89,6 %).
- NUO — совместное предприятие Exor и гонконгской фирмы World-Wide Investment Co., Ltd., занимается инвестициями в небольшие производственные компании (50 %).
- Casavo — агентство недвижимости (18,6 % акций, 17,7 % голосов).
- Shang Xia[англ.] — китайский производитель предметов роскоши (одежда, обувь, кожаные и ювелирные изделия, мебель), доля куплена в 2020 году (82,3 %).
- Exor Ventures — дочерняя компания по венчурным инвестициям.
- Lingotto — дочерняя компания по альтернативным инвестициям (активы под управлением — 4,5 млрд долларов).

Из этих компаний консолидированным дочерними структурами были CNH Industrial, Ferrari, Iveco Group, GEDI, Lingotto Investments Management и Juventus (показатели этих компаний учитывались в консолидированной финансовой отчётности холдинга, остальные рассматривались как инвестиции).

## Деятельность
Общая выручка консолидированных дочерних структур за 2023 год составила 44,7 млрд евро, из них CNH Industrial — 22,1 млрд, Iveco — 14,8 млрд, Ferrari — 5,9 млрд, GEDI — 477 млн, Juventus — 378 млн. Главными рынками для компаний холдинга были США (10,1 млрд евро), Италия (5,0 млрд евро), Бразилия (3,9 млрд евро), Франция (3,5 млрд евро), Германия (2,7 млрд евро), Великобритания (1,9 млрд евро), Канада (1,8 млрд евро), Австралия (1,5 млрд евро), Китай (0,9 млрд евро), Аргентина (0,9 млрд евро), Турция (0,9 млрд евро), Индия (0,5 млрд евро).

## Акционеры
| Компании                         | % доля в капитале         |
| -------------------------------- | ------------------------- |
| Giovanni Agnelli B.V.            | 56,93 % (86,86 % голосов) |
| Baillie Gifford                  | 4,5 %                     |
| Harris Associates                | 3,8 %                     |
| Vanguard Group                   | 3,3 %                     |
| EXOR N.V. (treasury shares)      | 5,4 %                     |
| Свободное обращение (free float) | 31,0 %                    |